# عبد الله علي (مجدف)
عبد الله علي هو مجدف مصري، ولد في 3 مايو 1936.

## وصلات خارجية
- عبدالله علي على موقع الاتحاد الدولي للتجديف (الإنجليزية)
- عبدالله علي على موقع اللجنة الأولمبية الدولية (الإنجليزية)
- عبدالله علي على موقع أوليمبيديا (الإنجليزية)